# Colotis eucharis
Colotis eucharis är en fjärilsart som först beskrevs av Fabricius 1775.  Colotis eucharis ingår i släktet Colotis och familjen vitfjärilar. Inga underarter finns listade i Catalogue of Life.

## Bildgalleri

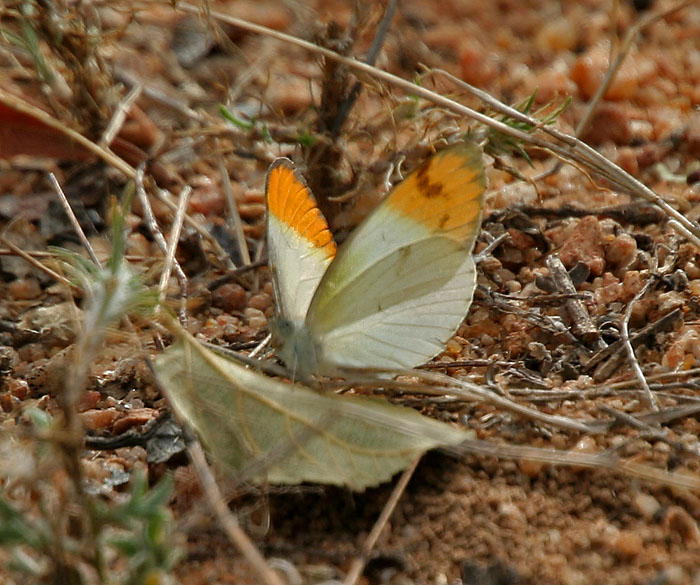
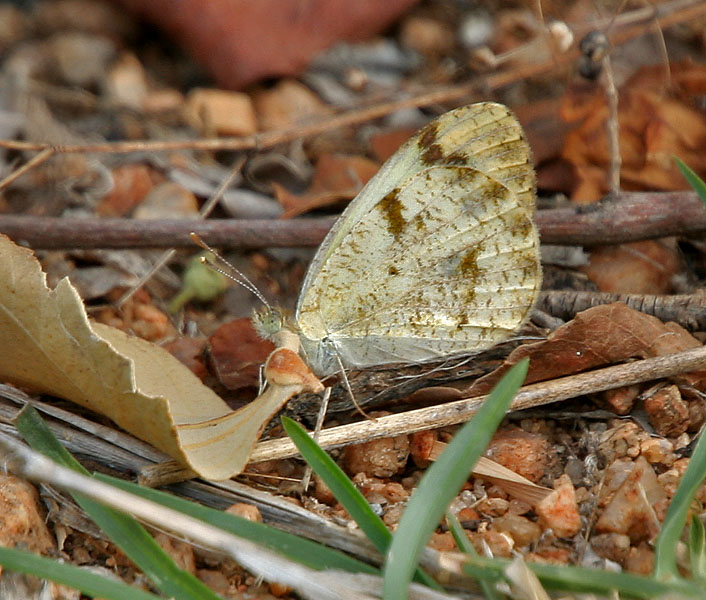
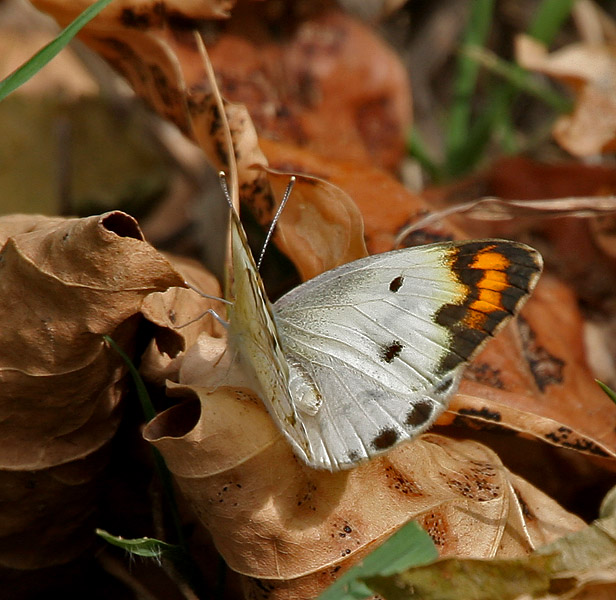
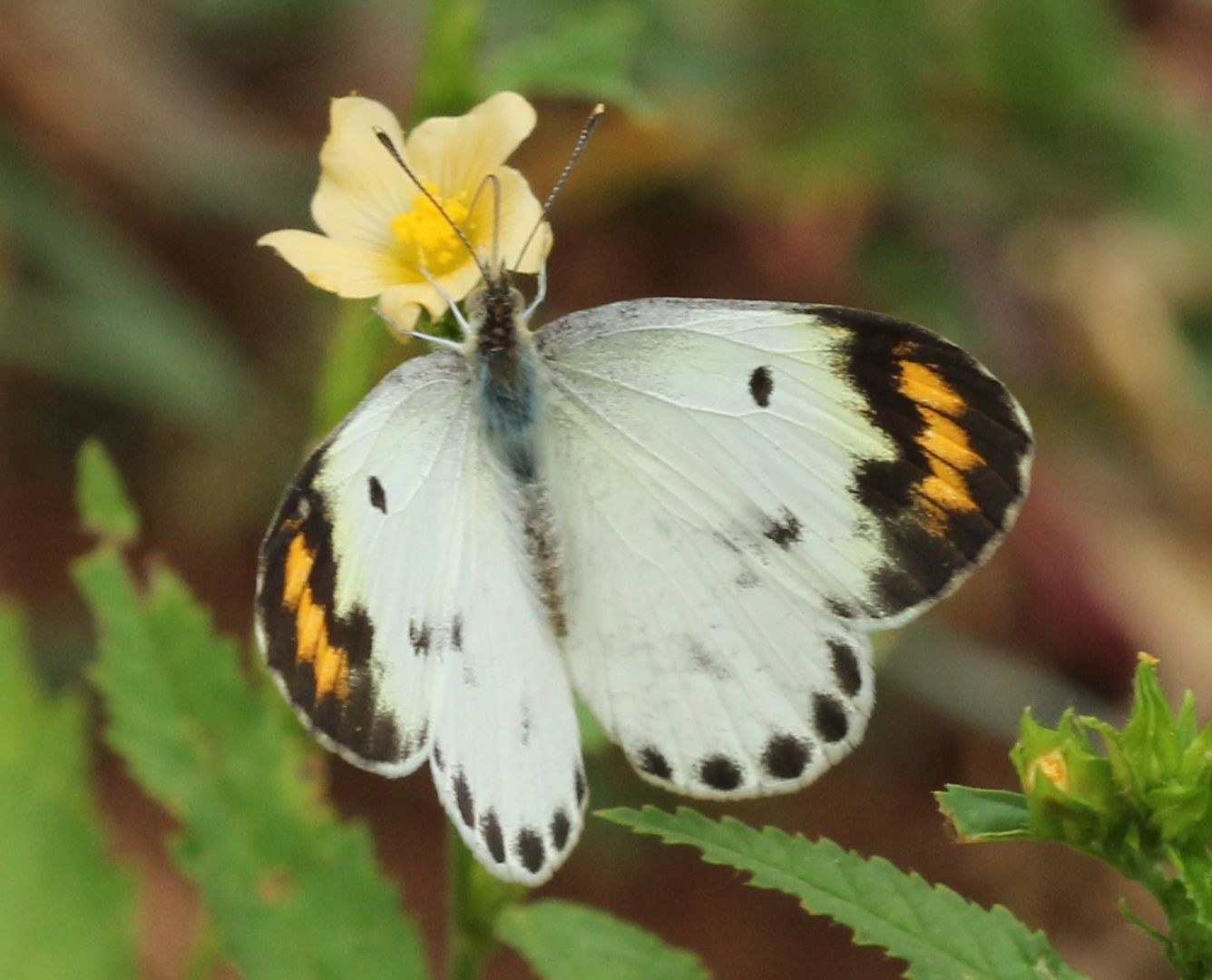